# Legends from Beyond the Galactic Terrorvortex
Legends from Beyond the Galactic Terrorvortex je třetí studiové album britsko-švýcarské power metalové kapely Gloryhammer. Vyšlo 31. května 2019 u vydavatelství Napalm Records.
Album je opět plné chytlavých melodií a přehnané dramatičnosti. Podle hodnocení blogu Angry Metal Guy ale není oproti předchozímu albu tak objevné, jejich podobnost je už přílišná.

## Příběh
Příběh přímo navazuje na předchozí album Space 1992: Rise of the Chaos Wizards: zničením Země pro záchranu galaxie byla otevřena červí díra. Skrze ni uprchl černokněžník Zargothrax (klávesista Christopher Bowes), pronásledován hrdinným Angusem McFifem XIII. (zpěvák Thomas Winkler), do alternativní dimenze („Into the Terrorvortex of Kor-Virliath“). V ní je Zargothrax temným pánem Dundee, zatímco Angusova hlavní zbraň, Astrální kladivo, přišla o svoji sílu. Porazit Zargothraxe tak nebude jen tak („The Siege of Dunkeld (In Hoots We Trust)“).
Zargothrax rozkáže velmistru krutovládci Proletiovi (kytarista Paul Templing) a rytířům smrti z Crailu, aby pozabíjeli více venkovanů ve městě Auchtermuchty („Masters of the Galaxy“). Angus, který se mezitím skrývá, zaslechne legendu o hnutí odporu daleko na severu v zemi jednorožců („Land of Unicorns“). Tam čeká Ralathor (bubeník Ben Turk), poustevník z Cowdenbeathu, který Angusovi řekne, že aby opět nabil své kladivo silou, musí ho donést ke slunci tohoto světa. K tomu musí Angus najít legendární očarovaný raketový batoh („Power of the Laser Dragon Fire“). Angus se pro batoh vypraví („Legendary Enchanted Jetpack“) a použije ho aby se dostal ke slunci a tak nabil kladivo („Gloryhammer“). Když se vrátí, hnutí odporu se nalodí na létající ponorku DSS Hootsforce („Hootsforce“). Letí do města Dunkeld, aby Zargothraxe, terorizujícího zemi, napadli.
V následné bitvě padne velmistr krutovládce Proletius i rytíři smrti. Zargothrax ale prohlásí, že není nic, čím by mohl být jeho vzestup k božství zastaven („The Fires of Ancient Cosmic Destiny“). V tom náhle mocný hrdina ve svaté zbroji z vlka sestoupí z nebes; mocný Hootsman přichází. Hootsman (baskytarista James Cartwright) nebyl při explozi Země zabit, ale splynul se základní materií vesmíru a stal se tak bohem. Hootsman Zargothraxovi sdělí, že on a pouze on je pravý bůh tohoto vesmíru. Společně se silou Angusova Astrálního kladiva zničí Zargothraxe, jednou pro vždy. V tu chvíli, když se Zargothrax promění v tekutý prach, si však Angus uvědomí, že byl bodnut Nožem Zla, a brzy se stane tak zlým, jako byl velmistr Proletius. Raději se tak rozhodne zemřít: vrhne se do ohňů hory Schiehallion.
Po tom, co Angus zemře, je v písničce slyšet přenos mezidimenzionální zprávy, která říká: „Aktivujte Zargothraxův Klon: Alfa 1“.

## Seznam skladeb
| Pořadí         | Název                                    | Hudba                                                                | Délka |
| -------------- | ---------------------------------------- | -------------------------------------------------------------------- | ----- |
| 1.             | Into the Terrorvortex of Kor-Virliath    | Ben Turk                                                             | 1:19  |
| 2.             | The Siege of Dunkeld (In Hoots We Trust) | Turk                                                                 | 4:48  |
| 3.             | Masters of the Galaxy                    | Turk                                                                 | 4:28  |
| 4.             | The Land of Unicorns                     | Turk                                                                 | 4:27  |
| 5.             | Power of the Laser Dragon Fire           | Turk                                                                 | 5:09  |
| 6.             | Legendary Enchanted Jetpack              | Turk                                                                 | 4:20  |
| 7.             | Gloryhammer                              | Turk                                                                 | 5:02  |
| 8.             | Hootsforce                               | Turk                                                                 | 3:52  |
| 9.             | Battle for Eternity                      | Bowes                                                                | 3:55  |
| 10.            | The Fires of Ancient Cosmic Destiny      | Turk, Christopher Bowes, Matthew Bell, Michael Barber, Paul Templing | 12:34 |
| Celková délka: | Celková délka:                           | Celková délka:                                                       | 49:30 |

## Obsazení
- Thomas Winkler (princ Angus McFife) – zpěv
- Christopher Bowes (zlý černokněžník Zargothrax) – klávesy
- Paul Templing (velmistr krutovládce Proletius) – kytara
- James Cartwright (bůh Hootsman) – basová kytara
- Ben Turk (poustevník a později velitel ponorky Ralathor) – bicí